# Suzanne Nebout
Suzanne Germaine Nebout (née le 4 décembre 1891 à Paris 15e et morte le 17 septembre 1922 à Aix-la-Chapelle) est une danseuse de cabaret réputée pour avoir été la première épouse de l'écrivain Louis-Ferdinand Céline. Bien que ce mariage n'ait jamais été reconnu juridiquement, il est probable que Suzanne ait été l'inspiratrice de certains personnages de Voyage au bout de la nuit (1932), de Guerre (écrit au début des années 1930, publié en 2022), de Londres (écrit vers 1934, publié en 2022) et de Guignol's Band (1944). Elle est explicitement mentionnée dans Féerie pour une autre fois (1952).

## Biographie

### Famille et situation
Suzanne Nebout est la fille d'Henri-Etienne Nebout et la sœur cadette d'Henriette Anne Nebout (1889-1966). Très proche de cette dernière, elle travaille dans le quartier de Soho à Londres et réside à Oxford Street au moment de sa rencontre avec Céline,,. 

### Mariage avec Louis-Ferdinand Céline

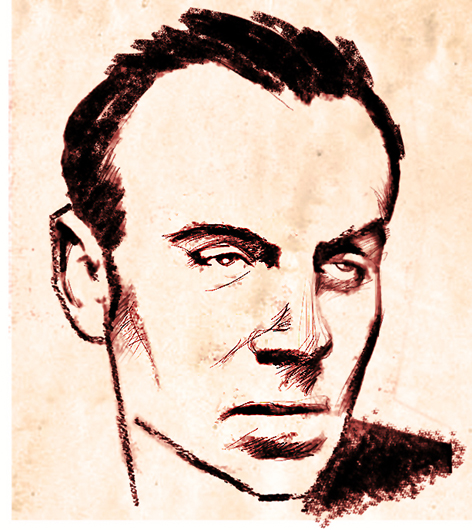
Louis-Ferdinand Céline

Suzanne Nebout fait la connaissance de Louis-Ferdinand Destouches au cours de l'année 1915. Elle l'épouse le 19 janvier 1916 devant un officier d'état civil du district de Saint-Martin. Il est probable que ce mariage ait été motivé par les intérêts personnels de chacun, Céline souhaitant notamment prolonger son droit de séjour sur le sol britannique et obtenir des papiers d'identité en ce sens. L'acte n'est cependant pas transmis au consulat français, ce qui entraîne sa nullité,,. 
Trois jours après le mariage, Louis-Ferdinand Céline abandonne le domicile conjugal. Le 10 mai, il embarque pour le Cameroun. Suzanne, affectée par ce départ précipité, continue malgré tout de signer de son nom d'épouse (Des Touches). Elle se rend en France et fait la connaissance de ses beaux-parents, espérant ainsi s'affirmer et obtenir des nouvelles de son mari. 
Le mariage de Céline avec l'illustratrice Édith Follet en août 1919 achève d'annuler la validité de l'union contractée en 1916. 

### Fin de vie
Atteinte de tuberculose, Suzanne Nebout se rend à Aix-la-Chapelle, en Allemagne, où elle est hospitalisée. Elle y meurt le 17 septembre 1922 à l'âge de trente ans. En décembre 1918, elle avait aussi contractée la grippe espagnole, dont elle était ressortie très affaiblie.

## Place dans l’œuvre de Céline

### Voyage au bout de la nuit(1932)
De nombreux spécialistes ont noté les similitudes existant entre Suzanne Nebout et le personnage de Molly. Cette américaine, prostituée, entretient en effet une relation très particulière avec Bardamu et fait preuve d'un comportement admirable que le héros ne cesse de louer,.

### Guerre(écrit au début des années 1930, publié en 2022)
Le lecteur ne fait pas encore le rapport, dans ce livre, entre Suzanne Nebout et la prostituée Angèle, car l'action se déroule en France.

### Londres(écrit vers 1934, publié en 2022)
La plongée dans les bas-fonds de Londres et le milieu de la prostitution fait non seulement référence à l'expérience personnelle de l'auteur, mais aussi au milieu auquel appartient originellement Suzanne Nebout. Londres est la suite de Guerre. L'action se déplace dans la capitale du Royaume-Uni. On y retrouve Angèle, et l'on fait la connaissance de Sophie, sa jeune sœur. Suzanne et Henriette Nebout ont peut-être inspiré les personnages d'Angèle et de Sophie — en tenant compte d'une probable part de transposition. Tout comme Céline, Ferdinand ne se marie pas au consulat de France, mais au Register Office. C'est la seule fois, dans toute son œuvre, que Céline « raconte un mariage évoquant celui qu'il a contracté avec  Suzanne ».

### Guignol's band(1944)
Guignol's band est également inspiré de l'expérience londonienne de Céline. On y trouve aussi une Angèle, mais le personnage est différent de celui de Londres, et son rôle est bien moins important.

### Féerie pour une autre fois(1952)
Suzanne y est mentionnée à diverses reprises sous le nom de « Janine ». Céline rapporte notamment comment Henriette Nebout (surnommée « Marie-Louise » dans le roman) lui aurait appris la mort de sa sœur en juin 1944.